# Archidiocèse de Lahore
L'archidiocèse de Lahore (en latin Archidioecesis Lahorensis) est une circonscription ecclésiastique de l’Église catholique au Pakistan. En 1886 le vicariat apostolique du Pendjab est érigé en diocèse de Lahore. il fut élevé au rang d'archidiocèse en 1994. Sébastien F. Shaw OFM,  en est l’archevêque depuis 2013.  L’archidiocèse métropolitain a comme diocèses suffragants : Faisalabad, Islamabad-Rawalpindi et Multan. Il s’étend sur le Pendjab pakistanais et plusieurs districts environnant.   

## Histoire

### Au XVIe siècle
En 1581, partant en campagne contre son frère rebelle qui fait sécession en Afghanistan l’empereur Akbar prend avec lui le père Antoine Montserrate, un des fondateurs de la ‘Mission jésuite de Moghol’, comme précepteur de son fils. Attaché à la cour d’Akbar qui cantonne à Lahore, capitale du Pendjab, Montserrate est autorisé à y ouvrir une église. Une petite communauté chrétienne y voit le jour. 

### Nouvelle mission
La mission moderne du Pendjab commence à la fin du XIXe siècle. Le Pendjab, alors sous domination britannique est confié aux missionnaires capucins belges. Le ‘Vicariat apostolique du Pendjab’ est créé en 1880, son territoire étant détaché du vicariat apostolique d’Agra (aujourd’hui archidiocèse métropolitain). 
Dès le 1 septembre 1886, le vicariat est érigé en diocèse avec siège épiscopal à Lahore, capitale historique du Pendjab, et haut lieu du Sikhisme.  Le missionnaire capucin français Symphorien Mouard (ou Monard), consacré le 29 octobre 1882, en est le premier évêque (10 août 1888).    
Le très vaste territoire du diocèse, couvrant une large partie des Indes britanniques occidentales (avec Afghanistan) est divisé de nombreuses fois durant le XXe siècle pour former les diocèses de : Simla,  dans l’Inde actuelle (13 septembre 1910), Multan, au Pakistan (17 décembre 1936), Jullundur, au Pendjab indien (17 janvier 1952), Jammu et Cachemire, en Inde (17 janvier 1952).
Le 23 avril 1994 le diocèse est érigé en archidiocèse métropolitain, avec trois diocèses suffragants:  Faisalabad, Islamabad-Rawalpindi et Multan.
En 2019 l’archidiocèse compte un demi-million de catholiques répartis sur 29 paroisses, avec 99 prêtres (séculiers et religieux) à leur service.  De nombreuses institutions éducatives et hospitalières sont au service de toute la population sans distinction de religion ou caste.
Le sanctuaire marial (national) de Mariamabad considéré comme l’emplacement historique de la  première communauté chrétienne des temps modernes (fondée en 1893) se trouve dans l’archidiocèse de Lahore, à une centaine de kilomètres à l’ouest de la ville de Lahore. Tous les ans, en septembre, un pèlerinage marial y rassemble une grande foule.

## Supérieurs ecclésiastiques

### Vicaire apostolique
- 1880-1886 : Paolo Tosi, O.F.M.Cap. (démission)

### Evêques
- 1888-1890 : Symphorien Charles-Jacques Mouard, O.F.M.Cap.
- 1890-1892 : Emmanuel van den Bosch, O.F.M.Cap. (nommé archevêque d’Agra)
- 1893-1904 : Godefroid Pelckmans, O.F.M.Cap.
- 1905-1925 : Fabien Antoine Eestermans, O.F.M.Cap. (démission)
- 1925-1928 : siège vacant
- 1928-1946 : Hector Catry (en), O.F.M.Cap. (démission)
- 1947-1967 : Marcel Buyse, O.F.M.Cap. (démission)
- 1967-1975 : Alphonse Raeymaeckers, O.F.M.Cap. (démission)
- 1975-1994 : Armando Trindade

### Archevêques
- 1994-2000 : Armando Trindade
- 2001-2011 : Lawrence J. Saldanha (démission)
- 2013- : Sebastian Francis Shaw
  - depuis le 15 août 2024 : Benny Mario Travas (en), administrateur apostolique